# Tiffindell
Tiffindell est une petite station de ski d'Afrique du Sud créée en 1993 dans le sud du Drakensberg. Elle comporte 2 km de pistes sur un terrain de 15 ha. Le sommet des pistes se situe à 2 900 m d'altitude. On y trouve un restaurant, quatre bars et un snowpark. Elle est l'une des deux seules stations de ski d'Afrique australe, l'autre étant Afriski Mountain Resort au Lesotho. La station est classée 19e sur la liste des 100 meilleures stations de ski de CNN.

## Emplacement
Tiffindell est à 25 km au nord du village de Rhodes (Cap-Oriental), et à 212 km à l'ouest de la ville d'Aliwal-Noord. La frontière avec le Lesotho est toute proche. La station se situe au pied du sommet BenMachui. Il n'y a pas de grand aéroport international proche de Tiffindell. Les principaux aéroports locaux les plus proches de Tiffindell sont, au sud-est, celui de Mthatha, dans la province du Cap-Oriental en Afrique du Sud et, au nord-ouest, celui de Maseru, la capitale du Lesotho ; tous les deux sont reliés par voie aérienne à l'aéroport international OR Tambo près de Johannesbourg, qui est la principale plate forme aéroportuaire internationale pour les vols longs-courriers desservant l'Afrique australe.

## Climat
Il ne neige que rarement, et la station se sert de canons à neige.
| Mois                              | jan. | fév. | mars | avril | mai | juin | jui. | août | sep. | oct. | nov. | déc. |
| --------------------------------- | ---- | ---- | ---- | ----- | --- | ---- | ---- | ---- | ---- | ---- | ---- | ---- |
| Température minimale moyenne (°C) | 1    | 3    | −3   | −6    | −9  | −11  | −15  | −13  | −6   | −2   | 0    | 2    |
| Température maximale moyenne (°C) | 13   | 14   | 9    | 7     | 5   | 4    | 2    | 1    | 7    | 9    | 11   | 13   |
| Précipitations (mm)               | 160  | 130  | 104  | 48    | 21  | 15   | 12   | 24   | 37   | 86   | 104  | 136  |

| Diagramme climatique                                  |        |        |       |       |        |        |        |       |       |        |        |
| J                                                     | F      | M      | A     | M     | J      | J      | A      | S     | O     | N      | D      |
| 131160                                                | 143130 | 9−3104 | 7−648 | 5−921 | 4−1115 | 2−1512 | 1−1324 | 7−637 | 9−286 | 110104 | 132136 |
| Moyennes : • Temp. maxi et mini °C • Précipitation mm |        |        |       |       |        |        |        |       |       |        |        |

## Galerie

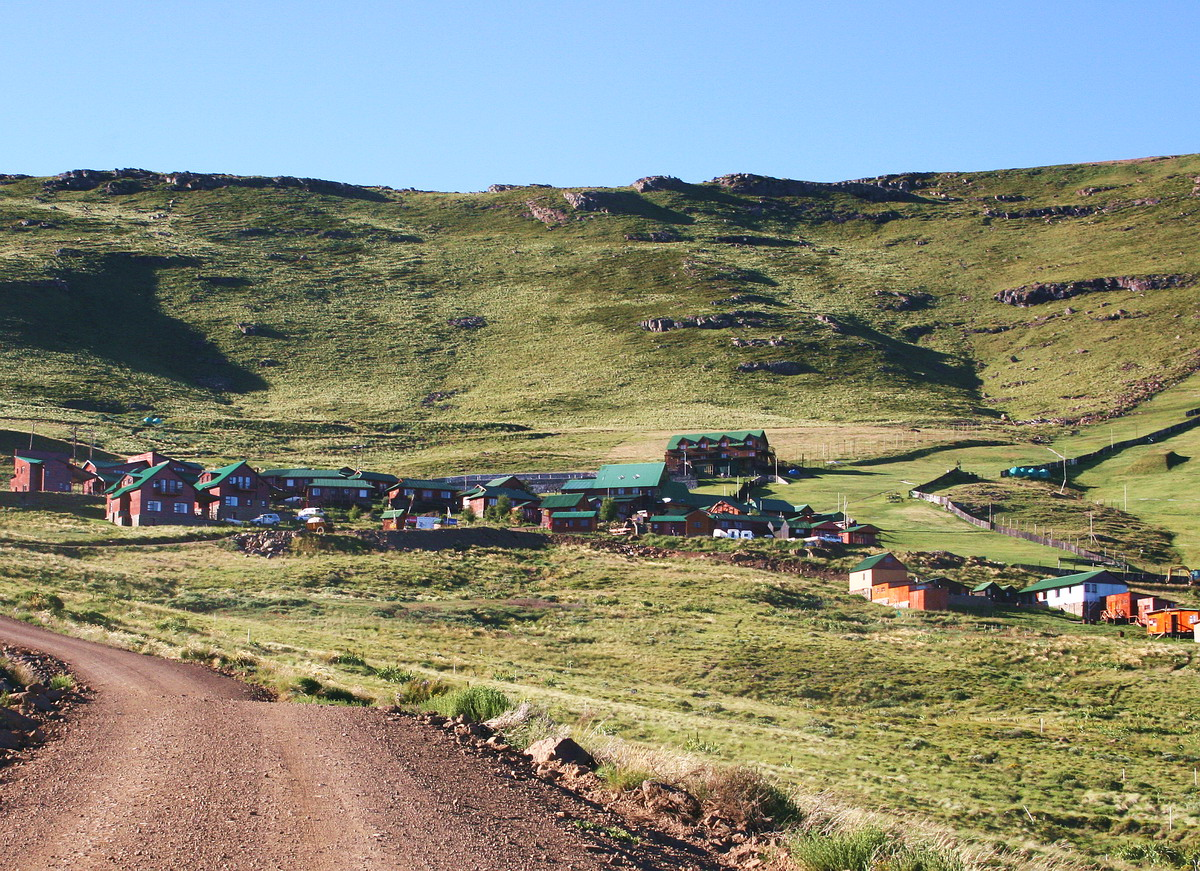
Vue de la station en été.
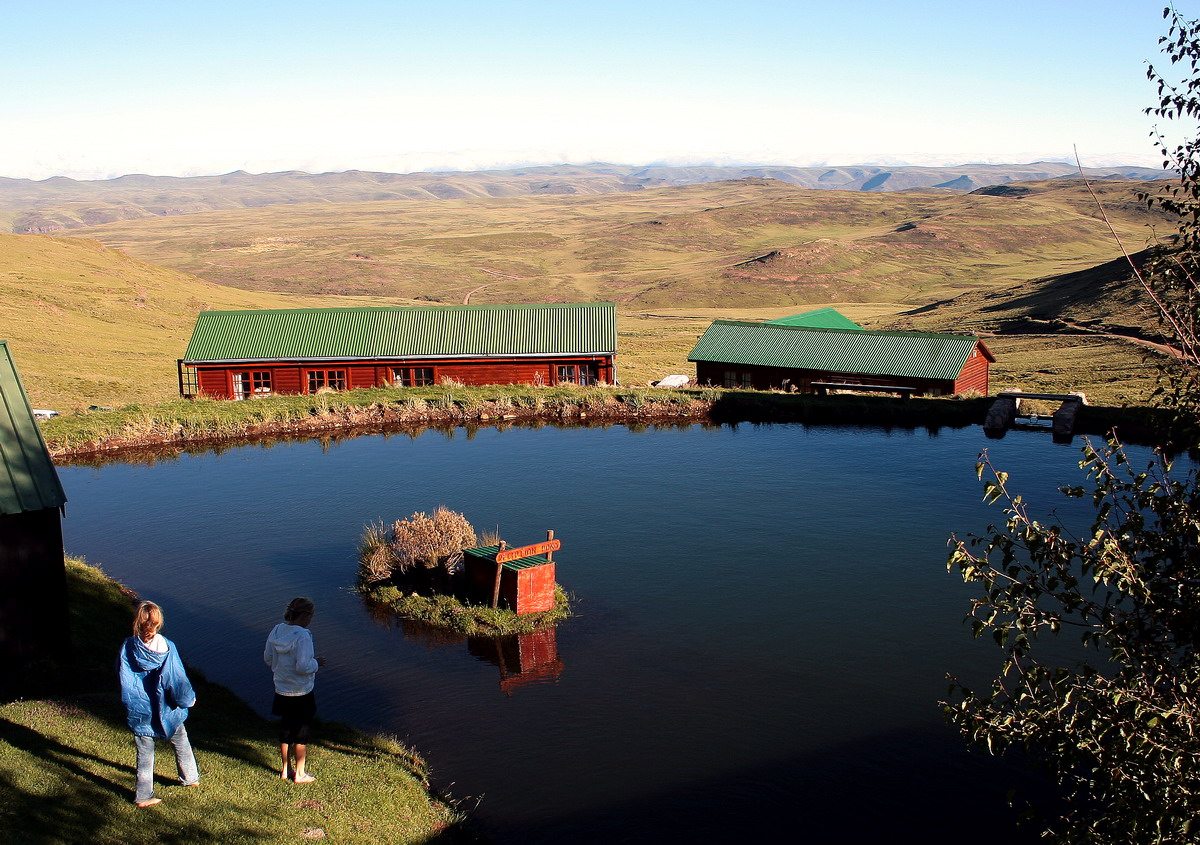
Vue des montagnes en été.